# Kathedraal van Straatsburg
De Kathedraal van Straatsburg (Cathédrale Notre-Dame de Strasbourg, Strassburger Münster) behoort tot de grootste en beroemdste kathedralen van Frankrijk. De bouw van de uit roze zandsteen opgetrokken kathedraal is begonnen in 1176 en werd na een 263 jaar durende bouwperiode, waarin bijna onafgebroken werd gewerkt, in 1439 voltooid. De kathedraal heeft een van de hoogste kerktorens ter wereld, de noordelijke toren meet 142 meter en was van 1647 tot 1874 het hoogste bouwwerk ter wereld. De Onze Lieve Vrouwe van Straatsburg is hét voorbeeld geworden voor de Zuid-Duitse gotiek. In 1620 heeft Constantijn Huygens met gevaar voor zijn leven de spits van de toren beklommen aan de buitenkant.

## Bouwgeschiedenis

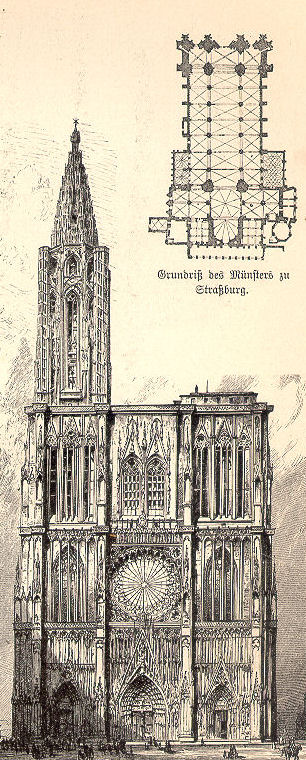
Plattegrond en tekening van de façade van de Notre-Dame van Straatsburg
(1891), Pierers Universal-Lexikon

Straatsburg kent een lange christelijke geschiedenis. Al in de Romeinse tijd was de stad een bisschopszetel die later zou komen te ressorteren onder het aartsbisdom Mainz. Omstreeks 510 werd er in opdracht van Clovis I een kerk op de plek van de huidige kathedraal gebouwd van hout en leem. In 675 gaf Dagobert II de bisschop toestemming om de kerk te vergroten en zo’n honderd jaar later werd een crypte aangelegd. In 873 is een groot deel van de kerk afgebrand. De kerk werd herbouwd, deze herbouw is echter in 1007 ook in vlammen opgegaan. In 1015 is men begonnen met de bouw van een nieuwe driebeukige romaanse kathedraal. Rond 1050 was de bouw van deze kerk voltooid. In de 12e eeuw werd het gebouw door verschillende branden getroffen. Ook werd de kerk te klein voor de groeiende bevolking van Straatsburg. Om deze twee redenen heeft men besloten een nieuwe Munsterkerk te bouwen. De naam munster was in het Duitse Rijk gebruikelijk om aan te geven dat het kapittel in handen was van een kloosterorde, de naam munster is afgeleid van monasterium.

### Exterieur
Na 1176 is men met de vernieuwing van het koor en het transept begonnen. Het Romaanse schip is nog tot 1250 gebruikt. Na de sloop van dit schip werd in dit jaar met de bouw van een nieuw schip in gotische stijl begonnen. In 1275 werd de bouw van dit gedeelte van de nieuwe kathedraal voltooid. De bouwmeester van het schip, vermoedelijk Rudolf van Straatsburg, heeft het kunnen presteren om de nieuwe bouwstijl te verenigen met de Romaans aandoende vormgeving van het koor en het transept. Na de voltooiing van het schip is in 1276 de bouw van de westelijke façade begonnen. Dit is gebeurd onder de leiding van Erwin von Steinbach, die de werkzaamheden heeft geleid tot zijn dood op 17 januari 1318. In 1277 werd de eerste steen gelegd van de noordertoren. Op de dag van Von Steinbachs dood waren de werkzaamheden zo ver gevorderd dat de voorgevel boven de tweede verdieping van de torens uitstak. In 1289 en 1298 werd het kerkgebouw geteisterd door respectievelijk een aardbeving en een brand. Deze brand heeft het dak verwoest en verhinderd dat het Munster in deze bouwperiode kon worden voltooid.
Ook in 1384 moesten de bouwwerkzaamheden worden opgeschort, dit keer vanwege de pest. De bouwmeester Gerlach von Steinbach heeft de bouw voortgezet en de Sint-Catharinakapel gebouwd. De romp van de noordertoren werd in 1399 voltooid. De façade van het Munster is een van de hoogtepunten van de verticaliteit van de late gotiek. Ulrich Ensinger, de architect van het Munster van Ulm, heeft met het oog hierop de voorgevel versterkt, door tussen de twee torens een wand boven het roosvenster aan te brengen met daarin twee smalle vensters waarachter de klokken nu hangen. In 1439 heeft de Keulenaar Johann Hültz de 142 meter hoge spits van de noordertoren voltooid. Lange tijd beschouwde men deze toren als het achtste wereldwonder. Tussen 1647 en 1874 was dit het hoogste bouwwerk in de wereld. Dankzij Ensinger heeft de kathedraal geen tweede toren gekregen. Hij interesseerde zich niet voor een symmetrische tegenhanger aan de zuidkant. Tussen 1439 en 1488 heeft boven op de toren een reusachtig Mariabeeld gestaan.
In het begin van de 16e eeuw is het Munster van Straatsburg, gewijd aan Onze Lieve Vrouwe, in handen van de protestanten gekomen. Ze hebben enkele kapellen gesloopt, maar hebben de kathedraal goed onderhouden. Na de inlijving van Straatsburg door Frankrijk in 1681 is het Munster weer een katholieke bisschopskerk geworden: Cathédrale Notre-Dame de Strasbourg. Tijdens de 17e en de 18e eeuw heeft ze verschillende veranderingen ondergaan. In 1759 en 1870 heeft de kerk zware schade opgelopen door branden, in 1870 ten gevolge van Pruisische artilleriebeschietingen. Tijdens de Franse Revolutie werden honderden beelden vernield. Tijdens de bombardementen van 11 augustus 1944 en 25 september 1944 van Straatsburg werd de kathedraal opnieuw zwaar beschadigd.

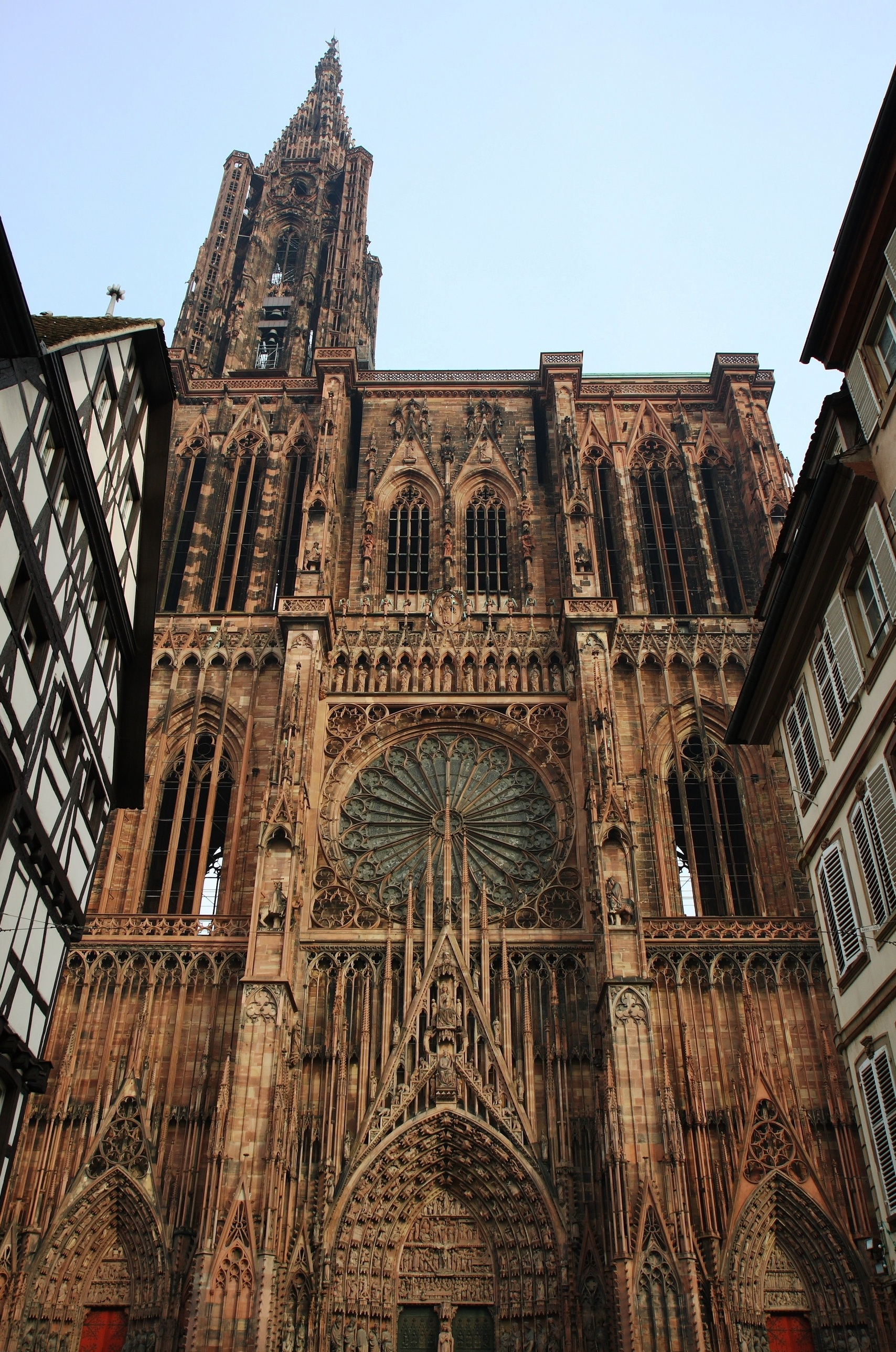
Voorgevel van de Notre-Dame
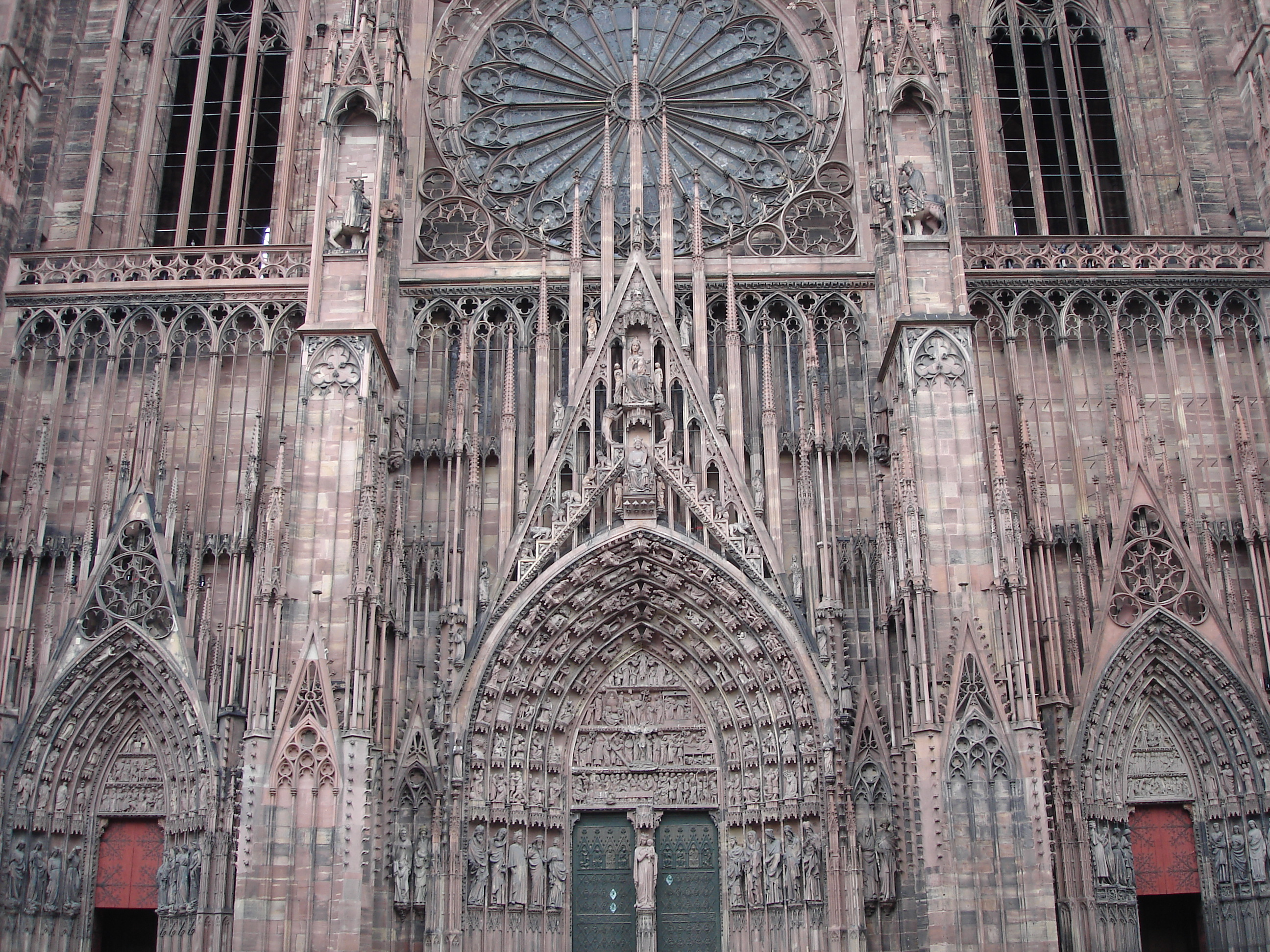
Het onderste gedeelte van de westfaçade van de Notre-Dame
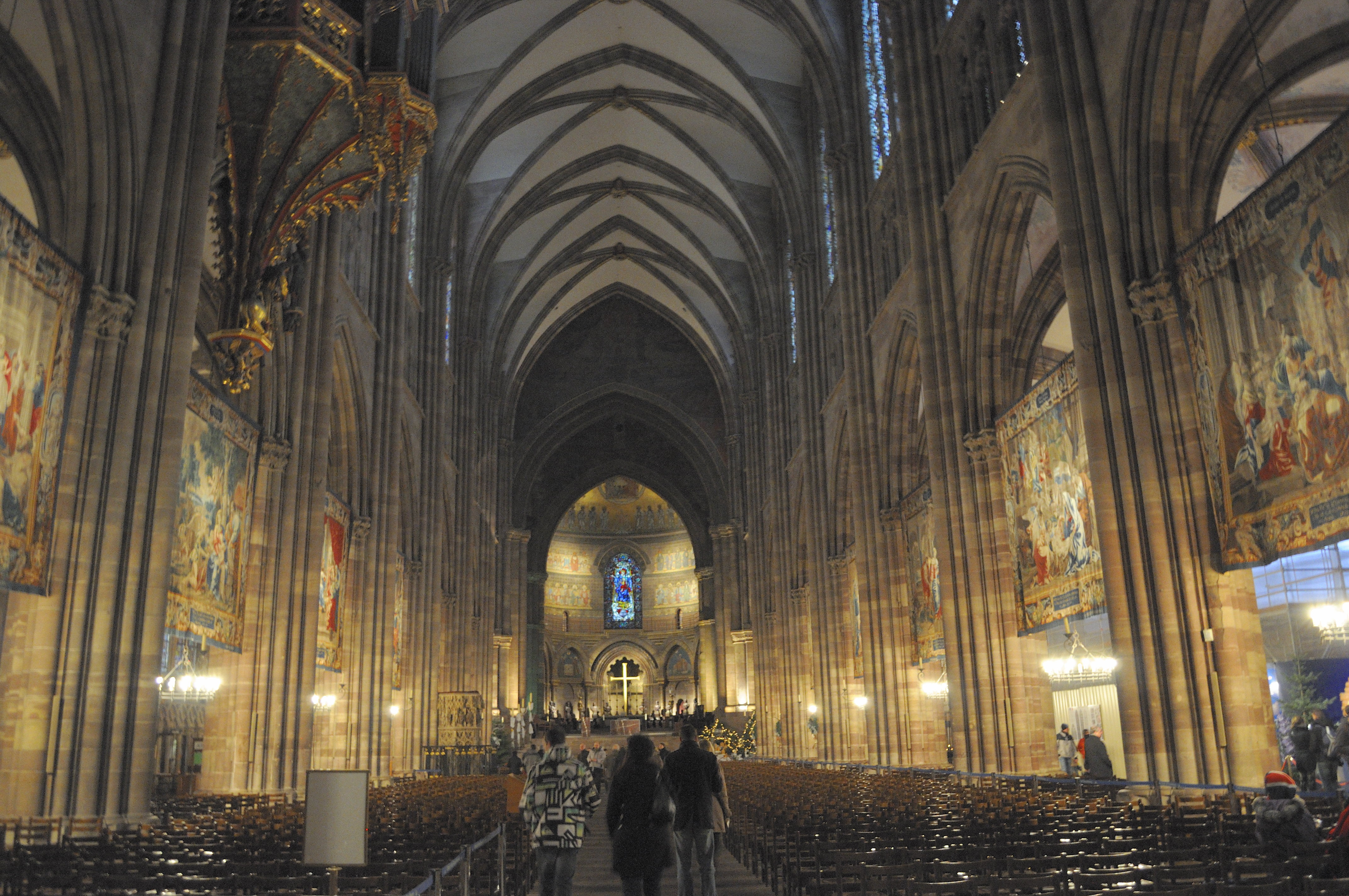
Het middenschip van de Notre-Dame
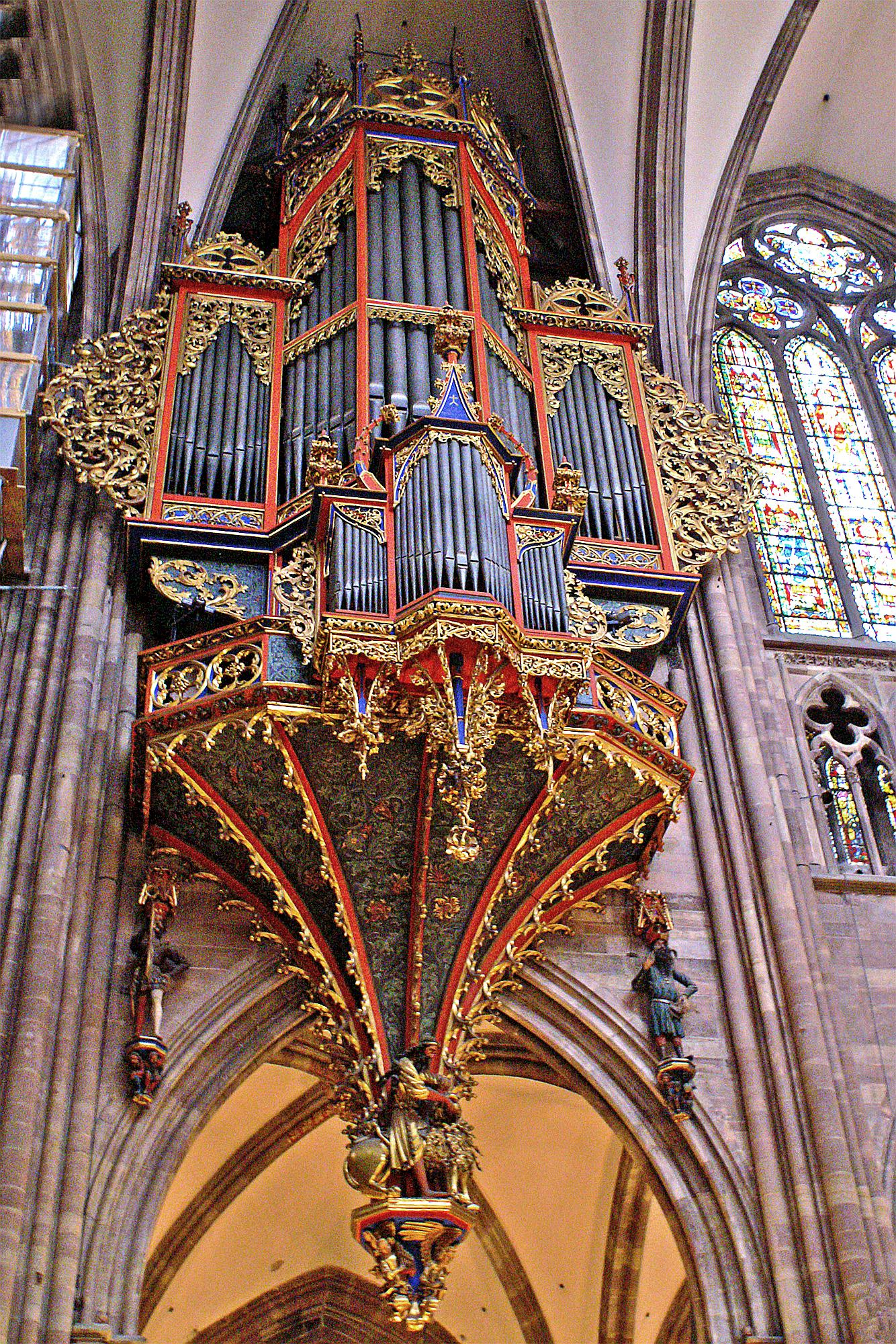
Het orgel van de Notre-Dame

### Interieur
De oudste kapel van de Notre-Dame, die dateert uit 1190, is de Sint-Andreaskapel in het zuidertransept. In het noordertransept bevindt zich een kapel van omstreeks 1240 die gewijd is aan Johannes de Doper. Hier staat het monument van Conrad von Lichtenberg, een 13e-eeuwse bisschop die van de clerus eiste dat zij vier jaar lang een kwart van haar inkomsten afstond voor de bouw van de kathedraal. Door de architect Dotzinger werden de doopkapel en de Sint-Laurentiuskapel gebouwd en Hans Kammerer heeft de stenen kansel gebouwd. De Sint-Laurentiuskapel is de tegenhanger van de Sint-Catharinakapel uit de 14e eeuw.
Het schip van de kathedraal (1250-1275) is overdekt met een koperen dak en heeft grote gotische spitsboogvensters met 14e-eeuwse gebrandschilderde ramen. Het grote orgel aan de rechterkant van het schip is in 1714 gebouwd door Andreas Silbermann. Het koor is in de 17e en de 18e eeuw vergroot en in de 19e eeuw heeft men alle overbodig geachte versieringen verwijderd. Aan de noordkant van het koor staat het beroemde astronomisch uurwerk. Al in de 14e eeuw had de kathedraal een soortgelijk uurwerk, het zogenaamde ‘Uurwerk van de Drie Koningen’. Het uurwerk dat er nu staat, stamt uit 1574. In de 19e eeuw is het gerestaureerd. Rond het middaguur buigen de twaalf apostelen in het uurwerk voor Christus.

## De beeldhouwwerken van de Notre-Dame
De façade is vol met torentjes, arcades, colonnaden en beeldhouwwerken. Het middenportaal is verfraaid met beelden van profeten, het timpaan met taferelen uit het leven van Christus, vanaf Zijn laatste intocht in Jeruzalem tot Zijn Hemelvaart. Op het timpaan van het linkerportaal is de jeugd van Christus afgebeeld tot Zijn vlucht naar Egypte. Het rechterportaal laat de Wederopstanding van de Doden en het Laatste Oordeel zien. Onder het grote roosvenster van de westfaçade staan vier ruiterstandbeelden. De beelden die Clovis, Dagobert en Rudolf van Habsburg voorstellen komen uit 1290, het vierde, dat Lodewijk XIV voorstelt, komt uit het begin van de 19e eeuw. Twee opvallende beeldhouwwerken van de kathedraal zijn 'de Kerk' en 'de geblinddoekte Synagoge'. Deze twee beelden bevinden zich aan de zijkanten van het zuiderportaal, ze zijn beide gemaakt in de 13e eeuw. Verschillende oorspronkelijke beelden worden tentoongesteld in het Musée de l'Œuvre Notre-Dame.

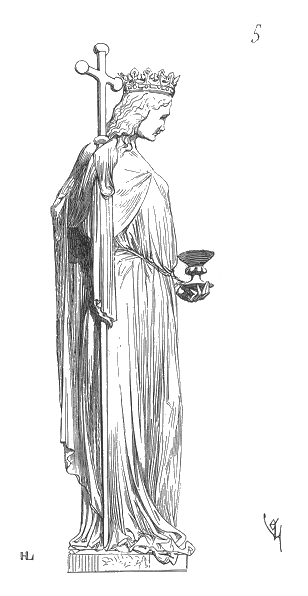
Tekening van het beeldhouwwerk De Kerk
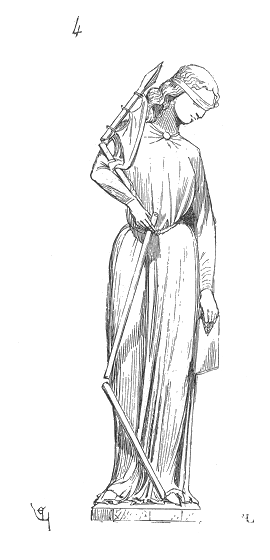
Tekening van het beeldhouwwerk De geblinddoekte Synagoge

## Trivia
- Op het muziekalbum Hamburger Concerto (1974) van de Nederlandse band Focus, bezingt Thijs van Leer in het Frans de kathedraal van Straatsburg en de nostalgie die ontwaakt, in het nummer La Cathédrale de Strasbourg.